# Chris Brancato
Chris Brancato (1962) est le créateur américain de la série télévisée First Wave. Il a écrit et produit de nombreuses séries télévisées sur le crime organisé.
En 2015, il crée Narcos, inspiré de l'histoire de Pablo Escobar. 
En 2016, il crée pour la chaine History la série Cartel, inspirée de la vie du traficant de drogue mexicain Joaquin « El Chapo » Guzman.
En 2019, il crée Godfather of Harlem, sur les liens entre la pègre de Harlem et le mouvement des droits civiques,. 
En 2024, il développe une série sur la mafia irlandaise de New York intitulée The Westies.